# Lepidopilum pallido-nitens
Lepidopilum pallido-nitens là một loài rêu trong họ Daltoniaceae. Loài này được Müll. Hal. Paris mô tả khoa học đầu tiên năm 1900.